# Hogne (plaats)
Hogne is een plaats en deelgemeente van de Belgische gemeente Somme-Leuze. Hogne ligt in de provincie Namen en was tot 1 januari 1977 een zelfstandige gemeente.
Het Kasteel van Hogne werd in 1974 om onduidelijke reden afgebroken, enkel de personeelswoning werd in zijn originele staat bewaard. Op de vrijgekomen gronden werd de camping Le Relais gevestigd. De verkavelde kasteelgronden werden uiteindelijk privé eigendommen, vooral gebruikt door 'vlaamse vakantiegangers' met tent, of caravan/mobilhome en er werden ook chalets neergepoot als tweede verblijf.
Nu is het uitgegroeid tot een moderne woonwijk, chalets vind je er nog zelden, op wat voorheen een 150 hectare groot bos was.
Door de nabijheid van verschillende steden en de rustige omgeving is het ideaal gelegen. 
- Namen: 35km
- Marche-en-Famene dé inkoopstad van 2020, (althans volgens de gemeente zelf): 7km
- Hotton: 20km
- Durbuy: 25km
- La Roche-en Ardennes: 25km
- Ciney: 15km

## Demografische ontwikkeling
- Bronnen:NIS, Opm:1831 tot en met 1970=volkstellingen, 1976= inwoneraantal op 31 december

Deelgemeenten: Baillonville · Bonsin · Heure-en-Famenne · Hogne · Nettinne · Noiseux · Sinsin · Somme-Leuze · Waillet

Overige dorpen: Chardeneux · Fourneau · Mehogne · Moressée · Rabosée · Sinsin-Grande · Sinsin-Petite · Somal

Belgische gemeenten · arrondissement Dinant · provincie Namen · Wallonië